# Pox

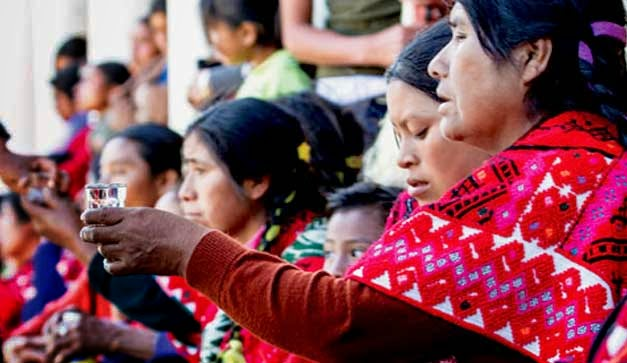
Dones indígenes prenent pox

El pox és un destil·lat de dacsa criolla endèmica de Chiapas, canya de sucre i blat de moro. Històricament es fermentava la dacsa i es ficava la destil·lació amb la panela en vells alambins casolans; la majoria en provenia de San Cristóbal de las Casas i San Juan Chamula (Alts de Chiapas). Se'n troba l'origen a la cultura maia; era i continua sent usat per terapeutes tradicionals entre els tzeltals i tzotzils de Chiapas (j’ilol) durant els ritus i cerimònies religioses.

## Origen de la paraula
En tzotzil i en tzeltal, la paraula pox significa 'medicina, curació'. Pox es refereix també a certs medicaments. Així, la paraula poxtaiwanej és relativa al 'metge' i poxna és la 'casa de les medecines' o 'farmàcia'.

## Introducció de l'aiguardent a Chiapas (San Cristóbal de las Casas)
La producció aiguardentera de Pox es destinava sobretot a la població local. El principal ingredient n'era la panela obtinguda de la canya de sucre. Aquesta panela provenia des de les zones temperades de l'estat de Chiapas per assortir les destil·leries de San Cristóbal de las Casas, que en representaven un terç del total de les de l'estat. Les condicions eren perfectes gràcies a la facilitat de cultiu de la canya de sucre i la seua llarga difusió, a causa del seu requeriment per a la preparació complementària de dolços [2].
La Capitania General de Guatemala, defensant la prioritat del monopoli dels licors, intentà frenar la destil·lació informal d'aquest aiguardent que no requereix grans coneixements sobre destil·lació.
El 1599 el Virregnat d'Espanya volgué frenar l'expansió de la indústria sucrera “a causa de l'abús que la gent en comú va fent dels sucres per a llaminadures i begudes”. La producció, però, se'n consolidà localment en petita escala a causa de la corrupció de les autoritats encarregades d'exercir la llei, que feren del pox una beguda desitjada en les comunitats indígenes. La seua producció i comerç eren també percebuts com a activitat d'exacció pels grups mestissos dominants cap als indígenes, per reclutar i endeutar els treballadors destinats a finques. En altres parts de l'estat de Chiapas, el consum de pox estava tan inserit en usos i costums locals que es pagaven alguns treballs amb ampolles de pox o chicha. Servia justament per al consum de la família i els rituals de guariment, i sovint feia que les famílies s'endeutaren.  
El 1776, l'opinió de les elits il·lustrades del s. XVIII influencià de manera positiva les autoritats de Nova Espanya i permeteren l'autorització i regulació de la producció d'aiguardent local, per també donar eixida als productes de les regions canyameleres. Això tragué l'aiguardent de la seua situació semiclandestina i de la seua manca de contribució als ingressos municipals amb impostos.  
El 1824, se'n donà més importància a la producció nacional i es prohibí la importació de licors estrangers, i pel decret de 22 d'abril de 1831 es prohibí en l'estat de Chiapas l'establiment de fàbriques d'aiguardent als pobles habitats només per indígenes. Per tant, San Cristóbal de las Casas es caracteritzà per ser una de les majors productores d'aiguardent de l'estat de Chiapas. L'ajuntament establí que “les persones que introduïren aiguardent als pobles indígenes pagarien un impost per cada garrafa.  
El 1864 San Cristóbal de las Casas perdé protagonisme en els municipis indígenes dels Alts, però continuà conservant un cert control sobre les poblacions que proveïen de productes agrícoles el mercat de la ciutat. Davant la impossibilitat de recursos per a pagar els salaris als obrers, començaren a detenir a molts indígenes embriacs a les vies d'accés a San Cristóbal per ocupar-los en tasques diverses, després que havien deixat gran part dels ingressos obtinguts per la venda dels seus productes en algun dels més de 200 expenedors d'aiguardent existents en la perifèria de San Cristóbal de las Casas. El 1868 el govern estatal regulà la fabricació d'aiguardent en pobles indígenes habitats també per ladins, imposant un mínim de deu famílies mestisses per autoritzar-hi la fabricació d'aiguardent.    
La majoria de les persones encarregades de la producció i comercialització n'eren dones. Aquesta característica ja havia quedat establerta en l'època colonial. El 1884, hi havia, segons el padró de San Cristóbal de las Casas, 11.874 habitants, dels quals 4.727 eren dones i 2.384 infants. El nombre de dones adultes era més del doble que el dels homes. La migració d'aquests als camps, aprofitant l'expansió de finques, ens parla de les escasses oportunitats que oferien les ciutats a la població masculina. El treball, però, hi era abundant però molt mal pagat per a les dones. El negoci de l'aiguardent donava ocupació a centenars de dones, des del subministrament a pobles indígenes fins a l'elaboració seguint mètodes tradicionals. El 1873, d'un total de 85 fabricants, 80 eren dones i la resta homes.     

## Producció del pox
Un tret de la indústria aiguardentera tradicional és que és una activitat domèstica, desenvolupada en la pròpia llar de les fabricants. Per iniciar el procés, l'important era barrejar bé la panela amb l'aigua. El líquid ensucrat es deixava reposar en safates durant uns dies (5 a 7). Amb mitjans senzills se'n podia fer la destil·lació en una o més olles de fang amb caputxons que recollien el vapor emanat de l'ebullició de les postures i que en passar per uns canyissos per obtenir la condensació donaven l'aiguardent. Per cada olla s'aconseguia omplir una garrafa de 20 litres d'aiguardent.
El capital financer per mantenir el funcionament d'una destil·leria no era massa elevat, i per això era relativament accessible per a poblacions de pocs recursos.
Cada fàbrica domiciliària podia destil·lar una mitjana de quinze a vint garrafes de vint litres per mes, que donaven un benefici d'entre cinc i deu pesos mensuals. Amb aquests beneficis tan pobres, la major amenaça era les creixents càrregues fiscals. Per aquesta raó, a partir del 1892 començaren a tancar moltes d'aquestes destil·leries fins a quedar-ne reduïdes en pocs anys a la meitat.

## Usos i ritus vinculats al pox
La dacsa, ingredient important per al pox contemporani, té un significat particular per als maies: representava la fertilitat. És també la matèria de la qual naix l'ésser humà, com descriu el Popol Vuh: “De dacsa groga i de dacsa blanca se'n feu la carn; de massa de dacsa es feren els braços i les cames de l'ésser humà. Només massa de dacsa entrà en la carn dels nostres pares, els quatre humans que foren creats”. En temps precolombins, hi havia dues begudes sagrades per als maies abans de l'ús d'alambins: el balché i el saka, justament produït amb dacsa fermentada en aigua.
Utilitzat al principi com a sedant o com a medecina, era un antídot contra les mossegades d'escurçó; es fregava per guarir problemes d'articulacions i es prenia amb moderació per sanar malalties, purificar la sang i estimular el sistema digestiu.
Per això, el pox no és per als maies una beguda alcohòlica qualsevol. Els permetia establir una connexió entre el món material i espiritual per la seua cosmovisió, i tenia com a benefici la cura de mals psicològics o físics. Segons usos i costums, cada xarrup té i compleix amb un propòsit.
Durant els rituals de guariment, els j’ilols o remeiers, abans d'atendre el malalt, reguen una mica el sòl per afalagar la terra, la creu familiar, els quatre punts cardinals i en llancen una mica al vent perquè el prenga el chulel, l'ànima del bruixot.
La societat maia distingeix el consum d'alcohol com a ritual o amb propòsit social del que és una malaltia desencadenada pel seu ús excessiu i compulsiu, denominada pels tzotzils de San Juan Chamula i Chenalhó “schamel pox” o alcoholisme. Els j'ilols també poden patir aquesta malaltia, a més dels sacrificis conjuminats a aquesta vocació: constants desvetllaments, llargues caminades amb pluja i fred, llargues jornades de cant, dejunis, mínima convivència amb la família i, més que res, les conseqüències físiques i emocionals que ocasionaven la contínua ingestió de pox. Els que reben la crida per ser j'ilols es diuen poxtaiwanej.
L'ús del pox en rituals de guariment també ha viscut canvis importants: era considerat en el passat com un dels principals aliments de les deïtats. El seu consum cerimonial era compartit pel j’ilol i els assistents per aconseguir l'estat ch’ul (sagrat), que remet a un estat alterat de consciència i permet l'accés, limitat, a la dimensió de Yan Vinajel-Yan Balamil (Un altre Cel-Una altra Terra), costum encara predominant entre els tzeltals de Cancuc i la població maia que sobreviu en zones en què les influències assenyalades no han impactat sensiblement.
Hi ha hagut una evolució profunda del sentit en l'ús cerimonial del pox: passà de ser, per mandat exprés de la deïtat celestial, un nodriment a un mitjà preventiu de protecció per “confondre al Diable”. En efecte, el j’ilol embriagat és incapaç de concentrar-se en el ritual, en els seus preceptes i d'ajudar a sanar els malalts. Hui el pox s'usa ruixant les plantes en l'altar amb la boca, evitant beure'l i se n'ha introduït el refresc que reemplaça l'aiguardent com a ofrena nutrícia de les deïtats per l'olor i sabor i com a beguda ritual.
Hui el pox s'usa també a San Juan Chamula com a símbol de fraternitat o d'acord. Per exemple, al final de les oracions amb què conclou un esdeveniment important, tots prenen un xarrup de pox en senyal d'unió, manifestant que com a comunitat "són un mateix cor".